# Monument du prince Albert de Prusse

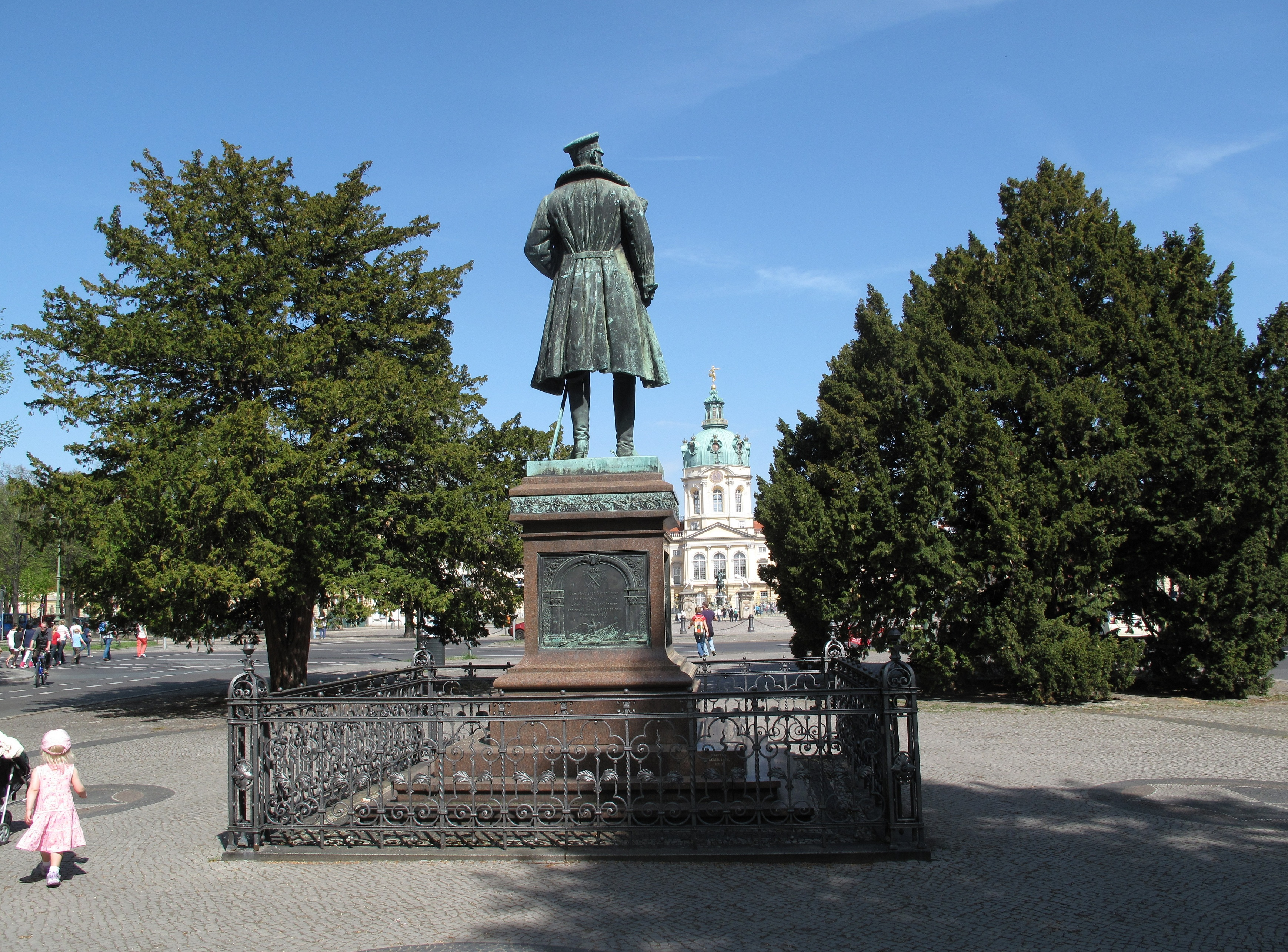
Le monument dans l'axe visuel du château de Charlottenbourg

Le monument du prince Albert de Prusse est une statue en l'honneur du prince Albert de Prusse (1809-1872). Il représente le frère du roi prussien Frédéric-Guillaume IV et de l'empereur Guillaume Ier en 1870, alors qu'il participe à la guerre franco-prussienne. La statue des sculpteurs Eugen Boermel et Conrad Freyberg, datant de 1901, se trouve à l'extrémité nord de la Schloßstraße (de) à Berlin-Charlottenbourg.

## Emplacement et orientation
Le monument est situé sur la promenade du milieu de Schloßstraße au coin de Spandauer Damm (de). L'axe visuel de la Schloßstraße est aligné avec le château opposé de Charlottenburg . Le centre de l'axe visuel pointe vers le dôme du palais et vers la grande statue équestre du grand électeur de Schlüter dans la cour du palais. La promenade centrale de l'allée de 72 mètres de large, très appréciée des touristes, est aménagée avec un grand chemin de promenade et est bordée de tilleuls. De l'autre côté des voies de circulation se trouvent les anciennes casernes d'officiers du régiment des Gardes du Corps de Stüler, construite dans le style classique tardif, avec la Collection Scharf-Gerstenberg (de) et le Musée Berggruen, ainsi que le Musée Bröhan voisin. Vers le sud, l'avenue de 900 mètres de long mène à la Sophie-Charlotte-Platz, à l'ouest de la rue se trouve le quartier de Klausenerplatz (de), à l'est se trouve le parc Schustehrus (de).

## Les sculpteurs

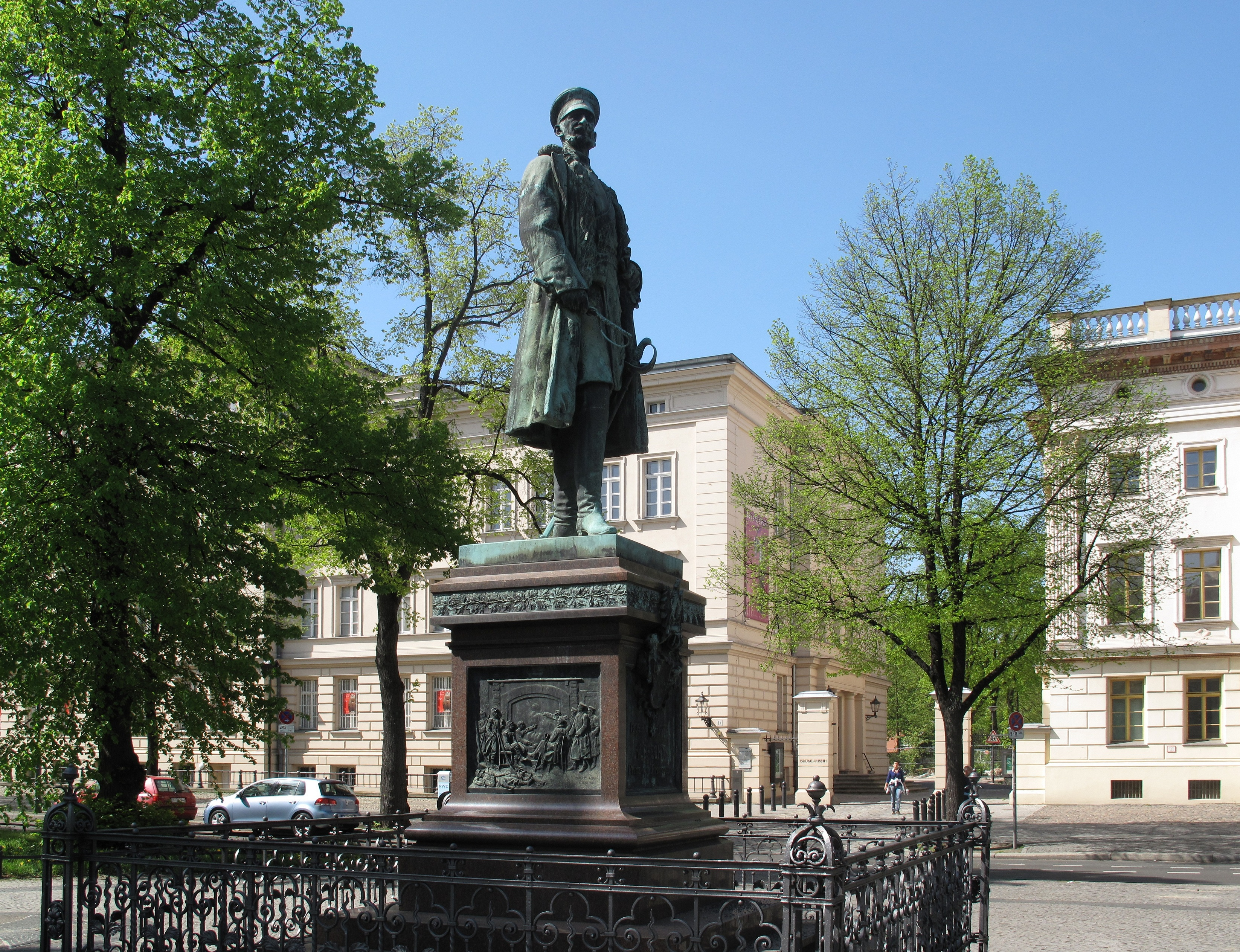
Le monument devant le musée Bröhan et le musée Berggruen

On ne sait pas exactement quelle a été la part de responsabilité des deux artistes Eugen Boermel et Conrad Freyberg dans la réalisation du monument. Il est très probable que Boermel ait été responsable de la statue, tandis que Freyberg, plutôt doué pour la peinture, aurait surtout réalisé les reliefs du socle. Le fait que Freyberg, en tant que camarade de régiment du prince Albrecht, se soit représenté lui-même sur le relief du socle oriental et qu'un relief porte son nom plaide en ce sens. De plus, les peintures de soldats et de chevaux avec des descriptions riches en personnages de moments calmes de la guerre franco-prussienne faisaient partie des spécialités de Freyberg. En revanche, Boermel, élève de Begas, vient de se faire un nom avec le groupe de monuments 14 pour la Siegesallee de Berlin, dévoilé en 1900, avec la statue centrale de l'empereur Sigismond. Ce travail marque sa percée de petit sculpteur à sculpteur monumental et le place dans le groupe des sculpteurs privilégiés des commandes d'État de l'empereur Guillaume II, commanditaire et financier de la Siegesallee. Le monument au prince Albert de Prusse est sa première grande commande après la Siegesallee et son second monument en général. Le critique d'art contemporain Paul Kühn lui reproche d'être resté bloqué dans les apparences de l'école de Begas.

## Le monument
Le monument est solennellement dévoilé le 14 octobre 1901 en présence de l'empereur Guillaume II. La statue d'Albert repose sur un piédestal (socle) qui, selon l'inscription, provient de l'usine de granit Kessel & Röhl (de) à Berlin. La zone du monument est entourée d'une grille décorative. Sous le numéro de catalogue 35, l'exposition berlinoise Ethos & Pathos - Die Berliner Bildhauerschule 1786–1914 présente en 1990 une version réduite en bronze de la statue (hauteur 74,3 cm). Elle est coulée chez Gladenbeck (de) à Berlin et se trouve en propriété privée.

### Représentations

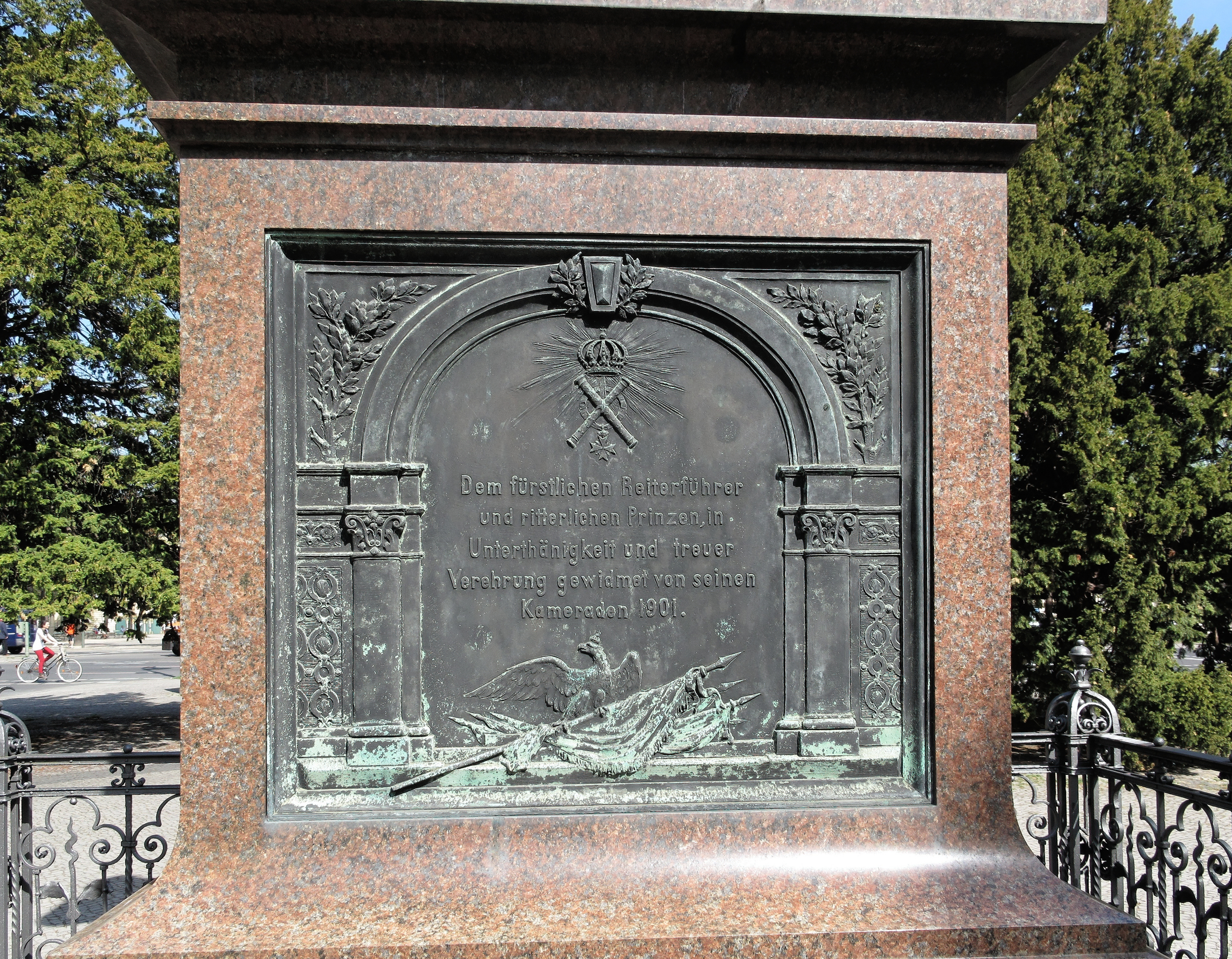
Relief de dédicace (relief sud)

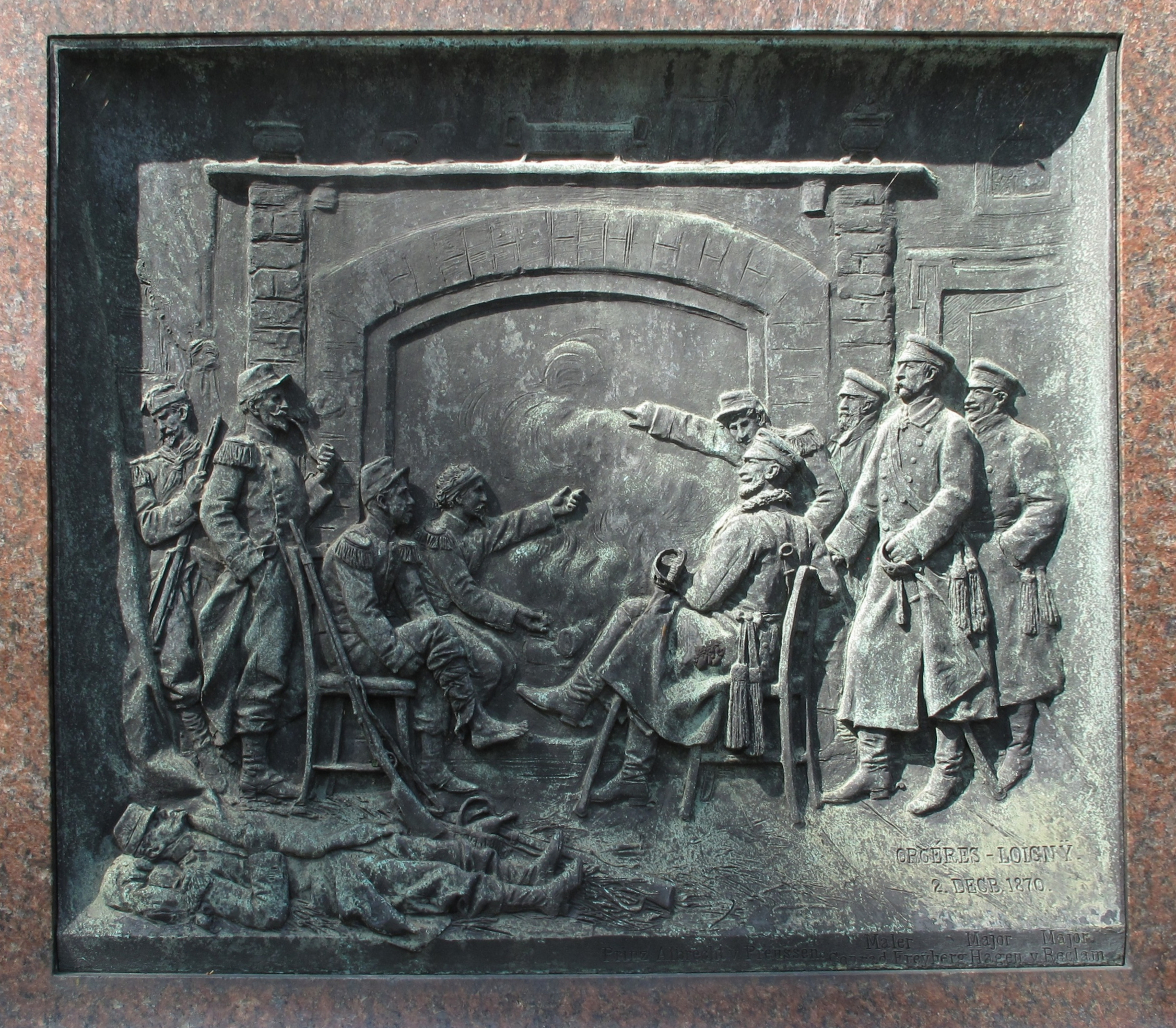
Relief avec la scène de la bataille de Loigny

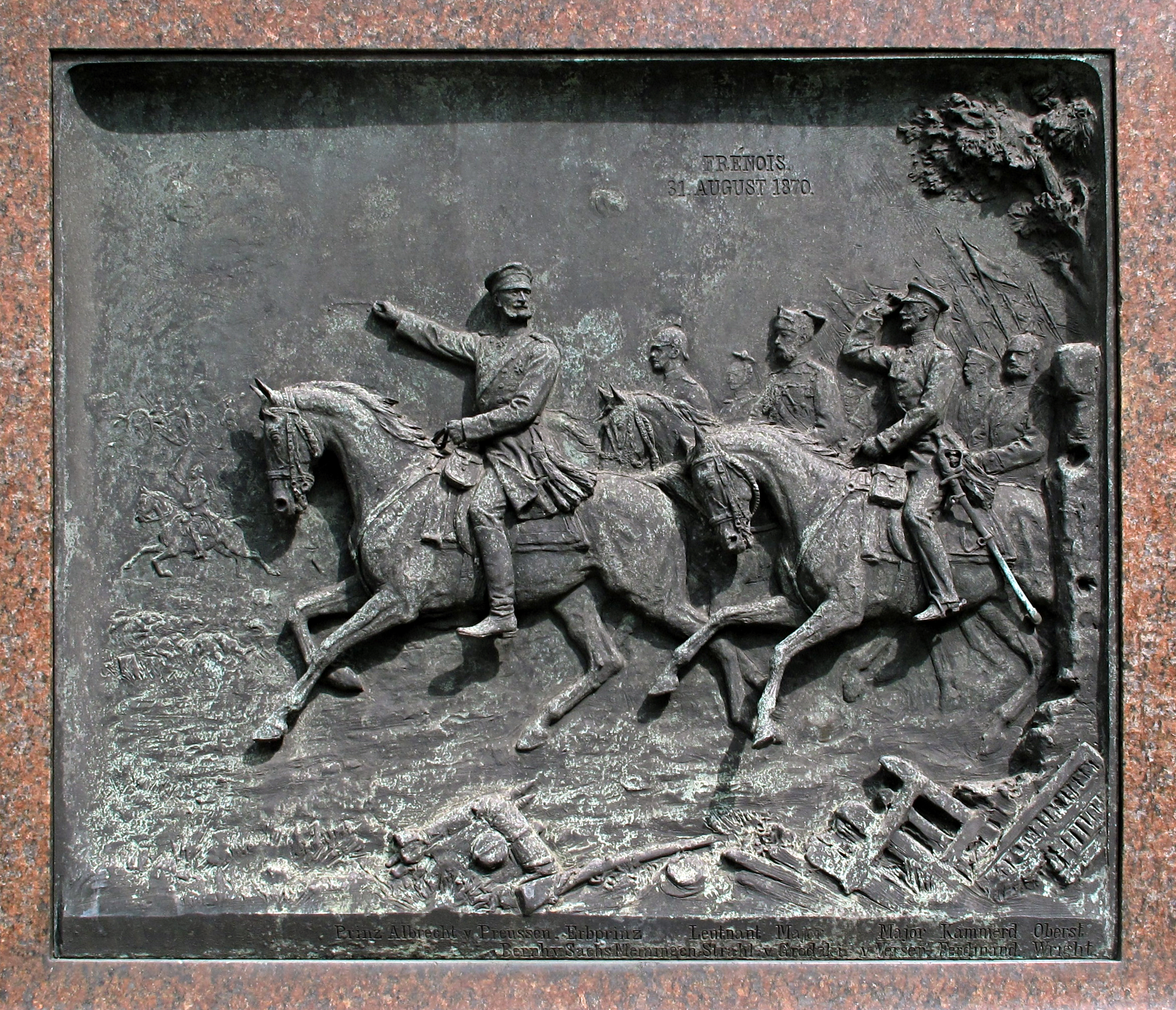
Relief ouest Poursuite de l'ennemi par Frenois sur Sedan

Les sculpteurs conçoivent le prince comme un général de cavalerie, fonction en laquelle il exerce notamment le commandement de la 4e division de cavalerie, affectée à la 3e armée, pendant la guerre contre la France, et participe à plusieurs batailles. La statue de bronze, classée monument historique, est orientée vers le château et montre le général de cavalerie avec son manteau de général largement ouvert et recouvert de fourrure, qui tombe jusqu'aux genoux. Sous le manteau, le prince porte une redingote. La tête tournée vers la droite et légèrement relevée est recouverte d'une casquette à visière, le regard est dirigé vers le lointain. Le personnage tient une cravache dans la main droite et des gants dans la gauche. De hautes bottes à manchettes habillent les jambes, la jambe droite est légèrement avancée. Un long sabre est ajouté en guise d'attribut. Comme le suggèrent les scènes des reliefs du socle, la représentation du futur Generaloberst Albrecht fait référence à 1870.

### Bas-reliefs
Quatre plaques de bronze sont incrustées dans la base. Deux d'entre eux montrent des scènes de bataille de la guerre franco-prussienne de 1870/71.
- La plaque du côté nord face au château porte l'inscription en trois lignes 1809–1872 / Albrecht / Prinz von Preussen sous un blason.
- La plaque de bronze opposée, sur le côté sud, est constituée d'un arc en plein cintre orné d'une couronne en haut et d'un aigle en bas, assis, ailes déployées, sur des drapeaux de troupes couchés. L'inscription en cinq parties est encastrée entre la couronne et l'aigle : Dem fürstlichen Reiterführer / und ritterlichen Prinzen, in / Unterthänigkeit und treuer / Verehrung gewidmet von seinen / Kameraden 1901.
- Le relief oriental du prince Albert parmi des Français armés dispersés au soir d'Orgères montre une scène du 2 décembre 1870 de la bataille de Loigny[6]. Dans la moitié droite de l'image sont représentés des combattants allemands, dans la moitié gauche des combattants français, tous assis ou debout devant une cheminée. Les soldats français portent des épaulettes - dans l'armée française, les équipages portaient également des épaulettes, pas seulement les officiers, mais uniquement en laine. Un Français s'adresse en gesticulant au prince Albert (dessiné avec la même physionomie et le même équipement que sur la statue), qui est assis sur une chaise en face de lui, l'air serein et légèrement souriant, avec son sabre. À côté de lui, un soldat se penche vers le prince et lui parle également, le bras tendu vers l'avant. Derrière Albert se tiennent, dans leurs uniformes, le peintre Freyberg, qui s'immortalise ici, et, avec des mines pensives, le major Hagen et le major von Reclam. Les noms des Allemands sont gravés sur le pourtour du relief comme suit : Prinz Albrecht von Preußen, Maler Conrad Freyberg; Major Hagen, Major v. Reclam. La scène porte l'inscription en bas à droite : ORGÉRES – LOIGNY, 2.
- Le relief ouest opposé, Poursuite de l'ennemi via Frenois sur Sedan[6], représente un détachement de cavalerie du 31 août 1870 avec le prince Albert à sa tête à ou près de Frénois (gravure : Frenois 31 août 1870). De gauche à droite, l'image montre les personnes suivantes, respectivement les noms suivants sont gravés dans le cadre du relief : Prinz Albrecht von Preußen Erbprinz ● Bernh. v. Sachs. Meiningen ● Leutnant Strahl ● Major von Gra(?)deki ● Major v. Versen ● Kammerd. Ferdinand ● Oberst Wright (de). En tant que colonel, Wright commande le 5e régiment de dragons. Bernard de Saxe-Meiningen participe à la guerre en tant qu'officier d'ordonnance de la 6e division de cavalerie. Une mer de drapeaux à l'arrière-plan droit de l'image indique la force principale de la cavalerie qui suit immédiatement. Les chevaux galopent sur des clôtures abattues, des gourdes, des sacs à dos, des fusils et des casquettes de soldats éparpillés sur le sol. En ce jour de bataille de Sedan, le roi Guillaume de Prusse et son état-major observent la bataille depuis une colline près de Frénois. Vers 7 heures du soir, l'adjudant-général de Napoléon III, le comte Reille, chevauche sur les hauteurs de Frénois et remet au roi l'offre de capitulation française[5].